# Automatización de diseño electrónico

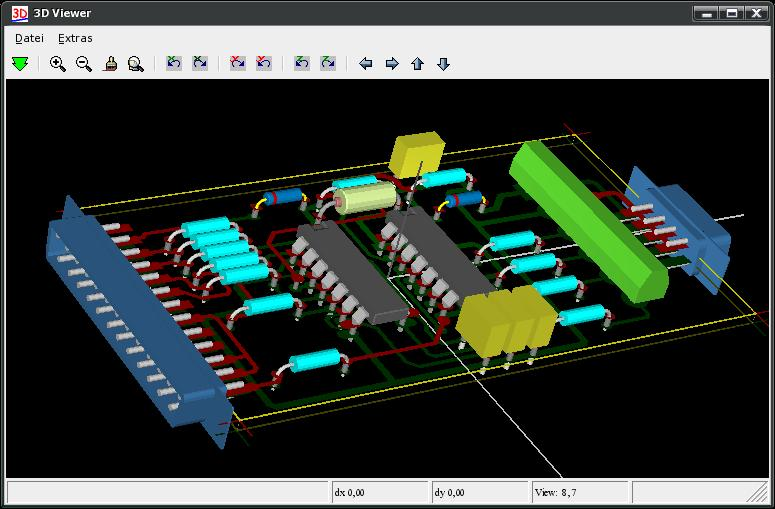
Vista 3D del diseño de una placa electrónica, realizado con Kicad.

La automatización de diseño electrónico (del inglés Electronic Design Automation, o simplemente EDA) se refiere a una categoría de herramientas de software enfocadas en el proyecto, concepción, y producción de sistemas electrónicos, abarcando desde el proyecto de circuitos integrados hasta el desarrollo de placas de circuito impreso.
Esta categoría de aplicaciones también es referenciada con la sigla ECAD (del inglés Electronic computer-aided design).

## Historia

### Inicios

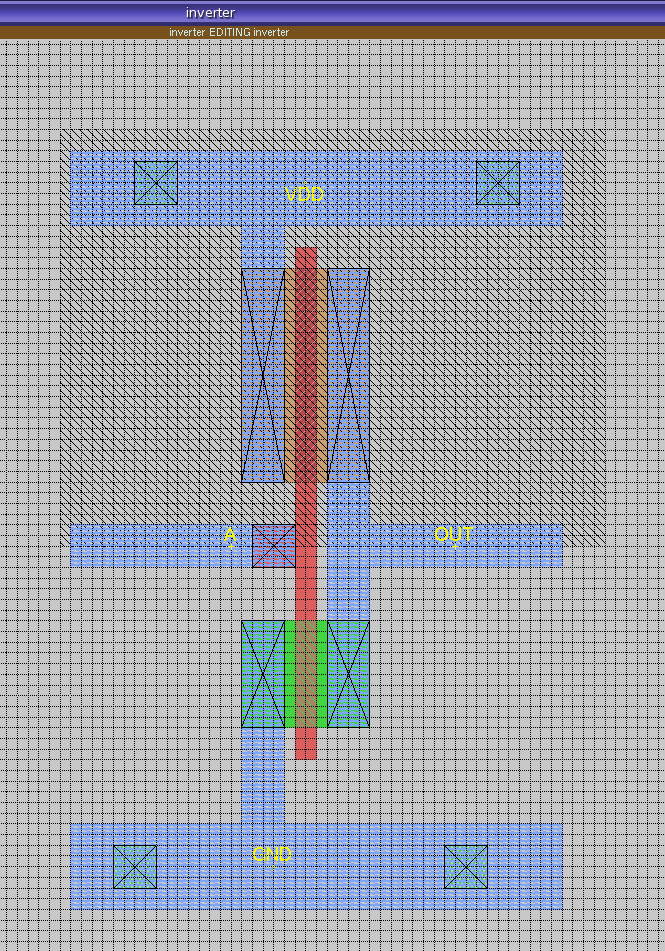
Diseño de capas VLSI de una puerta lógica inversora, en el programa Magic.

Antes de EDA, los circuitos integrados se diseñaban a mano, y se desarrollaban manualmente. Algunos adelantados utilizaron software geométrico para generar las cintas para el fotoplóter de Gerber, pero incluso estos eran grabaciones digitales copiadas de los componentes dibujados mecánicamente. El proceso era fundamentalmente gráfico, con la traducción de electrónica al gráfico hecho manualmente. Una de las mejores compañía que se conocían para esto era Calma, cuyo formato GDSII aún sobrevive.
A mediados de los setenta, los desarrolladores empezaron a automatizar el diseño junto con los croquis. Se empezaron a desarrollar las primeras herramientas de montaje y ruteo. Los documentos de la Conferencia de Automatización de Diseño describe esta época.
En 1980 se publicó un trabajo  "Introducción a los sistemas VLSI" por Carver Mead y Lynn Conway, lo que inició una nueva etapa. Este texto supuso un quiebre, proponiendo diseño de chips con lenguajes de programación para desarrollar en silicio. El resultado inmediato fue un aumento considerable en la complejidad de los chips que podían ser diseñados, con acceso mejorado para herramientas de verificación de diseño que usó simulación lógica. A menudo los chips eran más fáciles de desarrollar y para que funcionaran correctamente, desde sus diseños podían ser simulados más exhaustivamente con anterioridad a la construcción. A pesar de que los lenguajes y las herramientas han evolucionado, esta aproximación general de especificar el comportamiento deseado en un lenguaje de programación textual y dejando que las herramientas produzcan el diseño físico detallado, es en la actualidad, la base del diseño digital de circuitos integrados.
Las primeras herramientas EDA fueron desarrolladas académicamente, y una de las más conocidas era la Berkeley VLSI Tools Tarball, un conjunto de utilidades UNIX destinadas al diseño de los primeros sistemas VLSI. Todavía ampliamente utilizados son Espresso heuristic logic minimizer' y Magic.
Otro hito crucial en el desarrollo fue la conformación de MOSIS, un consorcio de universidades y fabricantes que desarrollaron de una manera económica una forma de entrenar estudiantes para formar diseñadores de chip, produciendo circuitos integrados reales. El concepto básico era utilizar procesos de circuitos integrados de relativamente baja tecnología, bajo costo, y confiabilidad, y así ir produciendo un gran número de proyectos por wafer, con algunas copias de cada proyecto de los chips. Los fabricantes cooperaban donando los wafers procesados, y vendiéndolos al costo, ya que veían que el programa era útil para su crecimiento a largo plazo.

### Nacimiento del EDA comercial

Código fuente en VHDL de un sumador con signo.

1981 marca el principio de EDA como una industria. Desde hace muchos años, las compañías electrónicas más grandes, como Hewlett Packard, Tektronix, e Intel, habían incursionado en EDA internamente. Pero en 1981, los directores y los desarrolladores se volcaron a estas compañías para concentrar a EDA como un negocio. Daisy Sistemas, Mentor Graphics, y Valid Logic Systems, fueron todos ellos fundados en esa época, y colectivamente fueron referidos como DMV. Después, pocos años más tarde, muchas compañías se especializaron en EDA, cada cual con un énfasis ligeramente diferente. El primer encuentro de mercado para EDA estuvo organizado en la Design Automation Conference en 1984.
En 1981, el Departamento de Defensa de los Estados Unidos empezó a financiar VHDL como lenguaje de descripción de hardware. Y en 1986, Verilog, otro lenguaje de diseño de alto nivel de gran popularidad, fue introducido como lenguaje de descripción de hardware por Gateway Design Automation. Los simuladores siguieron rápidamente a estas introducciones, permitiendo la simulación directa de diseños de chips: especificaciones ejecutables. Unos cuantos años más, se desarrollaron backs-ends para mejorar la síntesis de lógica.

## Estado actual
Los flujos de diseño digital en la actualidad son extremadamente modulares (ver diseño de circuito integrado, clausura de diseño, y flujo de diseño (EDA)).  Los front end producen descripciones de diseño estandarizado que compila a invocaciones de "células,", sin considerar la tecnología de célula. Las células implementan la lógica u otras funciones electrónicas que utilizan una tecnología de circuito integrado particular. Los fabricantes generalmente proporcionan bibliotecas de componentes para sus procesos de producción, con modelos de simulación que quedan de las herramientas de simulación estándar. Las herramientas de EDA analógica son menos modulares, ya que requieren muchas más funciones, interaccionan más fuertemente, y los componentes son (en general) menos ideales.
EDA para electrónica rápidamente ha aumentado en importancia con el continuo perfeccionamiento de la tecnología de semiconductores. Algunos usuarios son operadores de fundición, quiénes operan las instalaciones de fabricación de semiconductores, y compañías de diseño quiénes utilizan software EDA para evaluar un diseño para fabricar. Las herramientas EDA se utilizan también para programar funcionalidades de diseño en FPGAs.

## Software

### Diseño
- Alto nivel de síntesis (o síntesis conductista, síntesis algorítmica) - descripción de alto nivel de diseño (p. ej. en C/C++) se convierte a RTL.
- Síntesis de lógica - traducción de descripción de diseño de RTL (p. ej. escrito en Verilog o VHDL) a una lisa de nodos discreto de puertas de lógica.
- Captura esquemática Para la célula estándar digital, analógica, RF como Capture CIS en Orcad por CADENCE e ISIS en Proteus
- Layout, normalmente esquemático con layout, como Layout en Orcad por Cadence, ARES en Proteus.

### Simulación

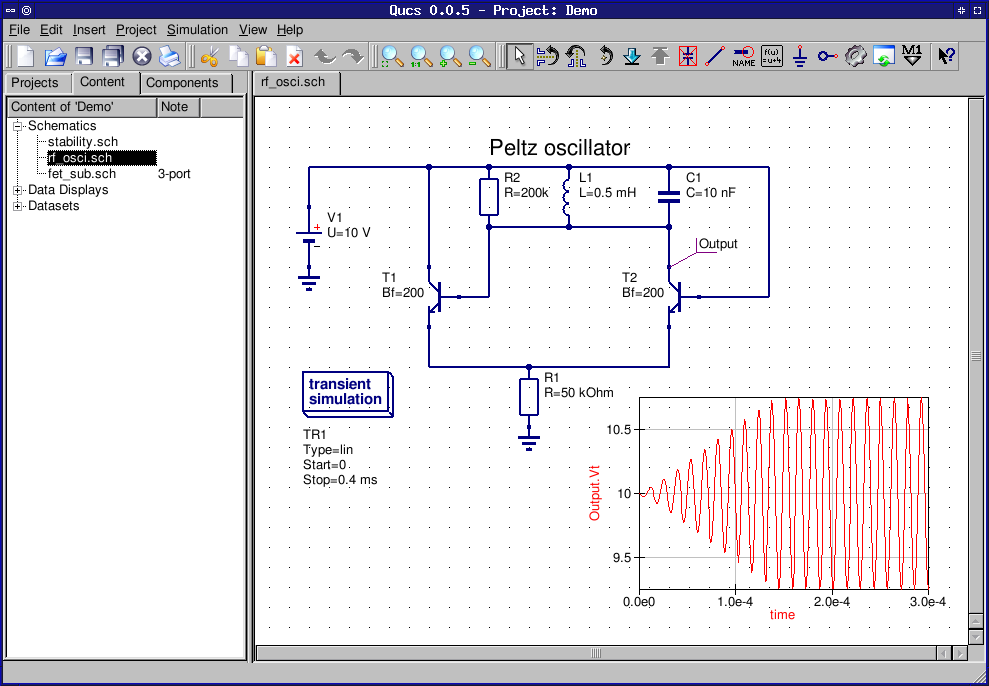
Simulación de un circuito transistorizado, en Qucs.

- Simulación de transistor – simulación de transistor de bajo nivel del comportamiento en esquemático/layout.
- Simulación de lógica – simulación digital de un RTL o comportamiento de una lista de nodos de puertas digitales (booleano 0/1) .
- Simulación de comportamiento - simulación de alto nivel de una operación de arquitectura de diseño,
- Emulación de hardware - Usado para hardware de propósitos especiales para emular la lógica de un diseño propuesto. A veces se puede enchufar en un sistema en lugar de desarrollar el chip, esto se denomina emulación en circuito.
- Tecnología CAD simula y analiza el proceso tecnológico. Las propiedades eléctricas de los dispositivos se hallan directamente de los dispositivos físicos.
- Calculadores de campo electromagnético, o calculadores de campo, resuelven las ecuaciones de Maxwell directamente para casos de interés en diseños de circuitos integrados y de circuitos impresos. Se sabe que son muy lentos, pero de mucha precisión que otros métodos.

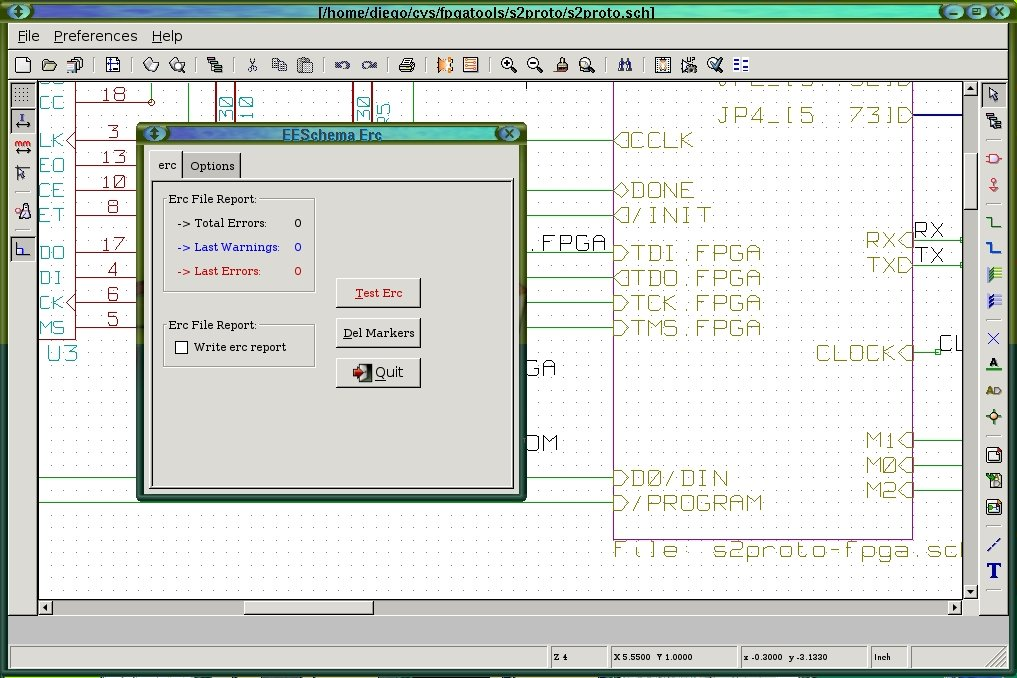
Programa de captura esquemática

### Análisis y verificación
- Verificación funcional
- Clock Domain Crossing Verification (CDC check).
- Verificación formal, también comprobación de modelos: intentos probar, por métodos matemáticos, que el sistema tiene las propiedades deseadas, y que ciertos efectos indeseados no puedan ocurrir.
- Chequeo de equivalencia: comparación algorítmica entre la descripción RTL de un chip y la lista de nodos de puertas sintetizadas, para asegurar equivalencia funcional en el nivel lógico.
- Análisis de tiempos estáticos: Análisis de los tiempos de un circuito en forma independiente a la entrada, para encontrar el peor de los casos para todas las entradas posibles.
- Verificación física: comprobando si un diseño es físicamente manufacturable, y que los chips resultantes no tendrán defectos físicos que impidan el funcionamiento, y llegar hacia las especificaciones originales.

### Preparación de la manufacturación

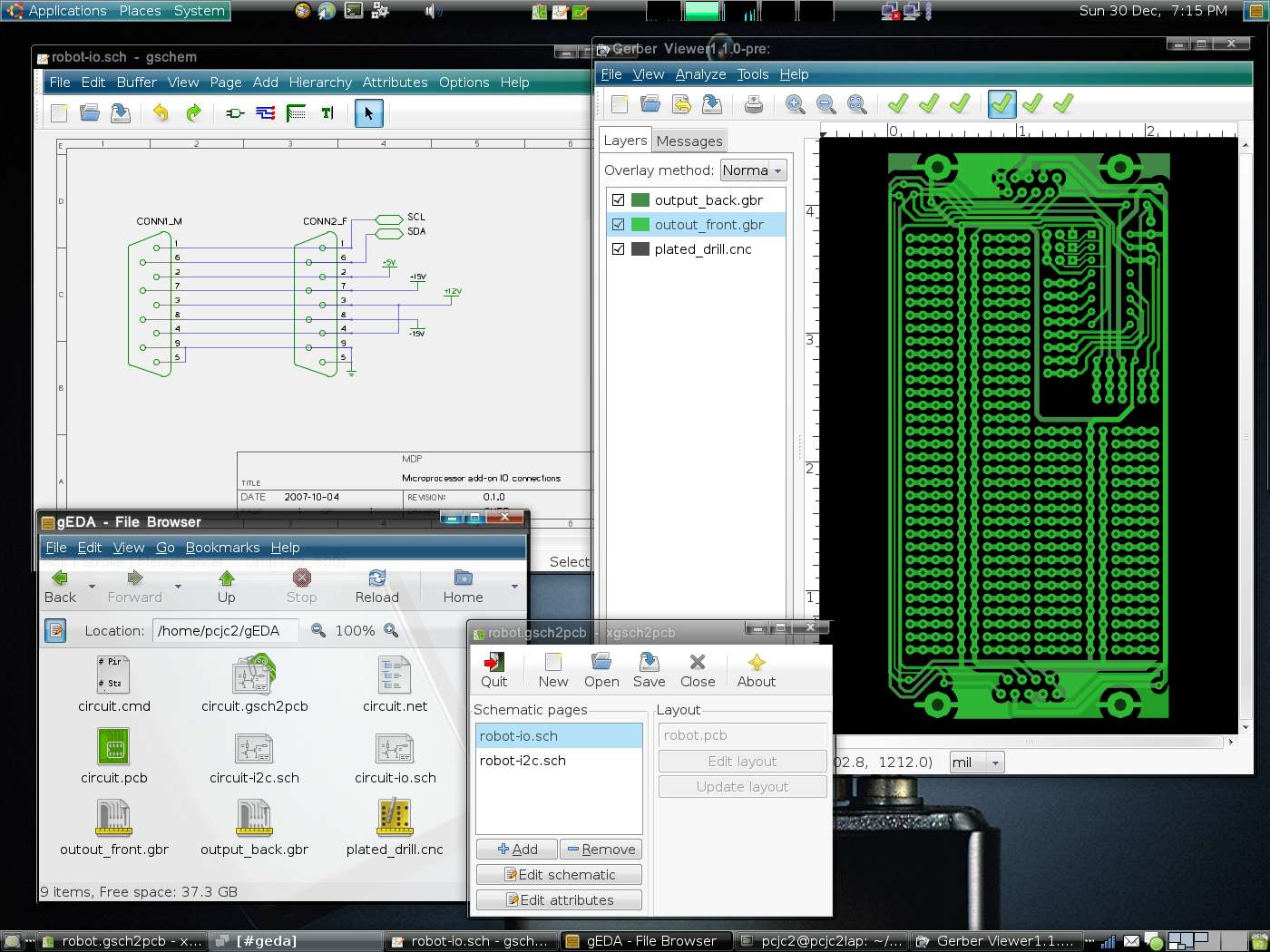
PCB Diseño y esquemático para diseño de conector

- Preparación de los datos de la máscara, MDP: generación de fotomáscara de litografía real usada para manufacturar físicamente el chip.

## Compañías

### Compañías principales
Capitalización de mercado y la compañía nombran tan de Dec, 2011:
- $5.77 mil millones[6] – Synopsys
- $4.46 mil millones[7] – Cadence
- $2.33 mil millones – Mentor Graphics
- $507 millones – Magma Design Automation; Synopsys adquirió Magma en febrero de 2012[8][9]
- NT$6.44 mil millones – SpringSoft; Synopsys adquirió SpringSoft en agosto de 2012
- ¥11.95 mil millones – Zuken Inc.

Nota: EEsof probablemente tendría que estar en esta lista, pero no tiene llegada al mercado como lo es la división EDA de Agilent.

## Tabla de ingresos trimestral de la industria EDA en todo el mundo
| Año  | Trimestre | $M USD | Referencia |
| ---- | --------- | ------ | ---------- |
| 2009 | 3         | 1167.9 | [ 11 ]     |
| 2009 | 4         | 1262.7 | [ 12 ]     |
| 2010 | 1         | 1247.0 | [ 13 ]     |
| 2010 | 2         | 1222.9 | [ 14 ]     |
| 2010 | 3         | 1307.0 | [ 15 ]     |
| 2010 | 4         | 1507.7 | [ 16 ]     |
| 2011 | 1         | 1446.4 | [ 17 ]     |
| 2011 | 2         | 1438.1 | [ 18 ]     |
| 2011 | 3         | 1543.9 | [ 19 ]     |
| 2011 | 4         | 1700.1 | [ 20 ]     |
| 2012 | 1         | 1536.9 | [ 21 ]     |
| 2012 | 2         | 1593.0 | [ 22 ]     |
| 2012 | 3         | 1619.9 | [ 23 ]     |
| 2012 | 4         | 1779.1 | [ 24 ]     |